# Onobrychis stewartii
Onobrychis stewartii är en ärtväxtart som beskrevs av John Gilbert Baker. Onobrychis stewartii ingår i släktet esparsetter, och familjen ärtväxter. Inga underarter finns listade i Catalogue of Life.